# Avedøre Kirke
Avedøre Kirke er en kirke beliggende på Tredrejerporten 6, Hvidovre, i Avedøre Sogn, Helsingør Stift. Den er tegnet af arkitekten Palle Rydahl Drost (Hoff & Windinge) og opført i 1977.
Kirken ligger i den vestlige ende af stationsbyen Avedøre. Den har murede flader af rødbrune teglsten med små vinduesåbninger og adskiller sig dermed fra den omkringliggende betonbebyggelse. Kirkeanlægget består af forskellige bygninger, der alle har et tagfald ind mod gårdhaven. Mod vest ligger kirkerummet og menighedssalen. Mod øst ligger to konfirmandlokaler under hvilke der er indrettet to ungdomslokaler. Mod nord ligger et kapel og et mindre mødelokale. I sydfløjen ligger en pejsestue og kontorer. Mellem sydfløjen og kirkerummet står tårnet, der er en jernbetonkonstruktion med en skalmur.
Kirkerummet er kvadratisk og har rødbrune keramiske fliser som gulvbelægning. Bænkene i rummet er indrettet i en u-form omkring et alterbord, der også er i en u-form. Ved en foldevæg kan menighedssalen tilsluttes, hvorved antallet af faste siddepladser øges fra 200 til 300. Kirkerummet har et alterbord, en prædikestol, kirkestole og et orgel med 19 stemmer, udført af Frobenius Orgelbyggeri, der alle står i blank fyr. Derudover er der en døbefont, lavet med brunglaseret stentøj, udført af Allan Schmidt. Bag alteret hænger et vævet billedtæppe, med motiv fra den første pinsedag, udført af Ulrich og Mette Lise Rössing.

## Præstetavle
| Navn                         | Årstal              | Titel                               |
| Bent Sørensen (nu Bartholdy) | 1963-1971           | Sognepræst kbf                      |
| Niels Kristian Kristensen    | 1972-1989           | Sognepræst kbf                      |
| Paul Kühle                   | 1974-1989 1989-2014 | Residerende kappelan Sognepræst kbf |
| Jørn Balle Larsen            | 1980-1982           | 2. Residerende kappelan             |
| Kirsten Sandholt             | 1982-1989           | Sognepræst                          |
| Hjørdis Kjærsgaard           | 1989-1995           | Sognepræst                          |
| Morten Mortensen             | 1989-1995           | Sognepræst                          |
| Kirsten Kjær Ohms            | 1995-1997           | Sognepræst                          |
| Steffen Vasby                | 1995-1997           | Sognepræst                          |
| Ida Kongsbak                 | 1997-2018           | Sognepræst                          |
| Flemming Jensen              | 1997-2006           | Sognepræst                          |
| Karin Helmersen              | 2001-2016           | Sognepræst                          |
| Inge Stagsted Lund           | 2007-               | Sognepræst                          |
| Lars Gustav Lindhardt        | 2014-2017           | Sognepræst                          |
| Birgitte Jeppesen            | 2016-               | Sognepræst                          |
| Mads Iversen                 | 2020-               | Sognepræst                          |

- Atriumgård
- Fra den anden side.

## Eksterne kilder og henvisninger
- Avedøre Kirke hos KortTilKirken.dk